# Скайсте, Гинтаре
Гинтаре Скайсте (лит. Gintarė Skaistė) — литовский государственный и политический деятель. Министр финансов Литовской Республики в правительстве И. Шимоните.

## Биография
Окончила Каунасский технологический университет в 2010 году, получив степень бакалавра экономики.
Получила степень магистра экономики в Университете имени Миколаса Ромериса в 2011 году и ученую степень доктора общественных наук в 2016.
Член Союза стрелков Литвы и почетный член Литовского сообщества Атлантического договора.

## Политическая карьера
Член партии Союз Отечества с 2005 года.
С 2007 по 2016 год была членом городского совета родного города Каунаса. В 2016 году избрана депутатом Сейма Литовской Республики и переизбрана в 2020 году (по избирательному округу Панямуне).
С 11 декабря 2020 года министр финансов Литовской Республики.
Член совета управляющих Европейского стабилизационного механизма.
В 2021 журнал The Banker назвал Гинтаре Скайсте «Министром финансов года».

## Личная жизнь
Замужем за Аудрюсом Скайстисом (лит. Audrius Skaistys). Двое детей.
В 2013 году была лишена водительских прав на год за вождение в нетрезвом виде.